# Enemy of the Sun
Enemy of the Sun es el cuarto álbum de estudio de la banda estadounidense de avant-garde metal Neurosis. Fue lanzado originalmente a través de la disquera Alternative Tentacles en 1993, posteriormente relanzado a través de Neurot Recordings en 1999. El álbum fue relanzado una vez más el 20 de abril de 2010. Fue relanzado nuevamente el 14 de febrero de 2012 totalmente remasterizado en formato vinilo a través de Relapse Records.
El álbum abre con un sample de la película The Sheltering Sky. El mismo sample fue utilizado por la banda The God Machine para abrir su álbum Scenes from the Second Storey, el cual fue lanzado el mismo año que Enemy of the Sun.
La portada muestra una estatua de Toddington Manor en Gloucestershire, Inglaterra - el sujeto es desconocido pero es muy probable que sea Tomás Becket. Simon Marsden es el fotógrafo original de la obra.
Este álbum es el último en contar con Simon McIlroy.
En un episodio de la serie de televisión Home Improvement el personaje Mark (interpretado por Taran Noah Smith) puede verse utilizando una playera con la imagen del álbum.

## Lista de canciones
| Enemy of the Sun |                                |          |  |
| N.º              | Título                         | Duración |  |
| 1.               | «Lost»                         | 9:41     |  |
| 2.               | «Raze the Stray»               | 8:42     |  |
| 3.               | «Burning Flesh in Year of Pig» | 1:37     |  |
| 4.               | «Cold Ascending»               | 3:44     |  |
| 5.               | «Lexicon»                      | 6:32     |  |
| 6.               | «Enemy of the Sun»             | 7:33     |  |
| 7.               | «The Time of the Beasts»       | 7:59     |  |
| 8.               | «Cleanse»                      | 26:35    |  |

Bonus
| Bonus tracks |                                   |          |  |
| N.º          | Título                            | Duración |  |
| 9.           | «Takeahnase» (demo versión)       | 7:44     |  |
| 10.          | «Cleanse II» (Live in Oberhausen) | 6:45     |  |

## Créditos
Neurosis
- Scott Kelly − guitarra, voz
- Steve Von Till − guitarra, voz
- Dave Edwardson − guitarra, segunda voz
- Simon McIlroy − teclado, cintas, samples
- Jason Roeder − batería
- Pete Inc. − Efectos visuales en vivo

Músicos adicionales
- Kris Force – violín
- Erika Little – voz
- Paul Lew – cuerno

Personal técnico
- Neurosis − producción
- Billy Anderson − ingeniería de sonido, mezclas
- George Horn − masterización
- Michael Whitney − arte y diseño de portada

## Historial de lanzamientos
| Región                | Fecha                 | Sello                 | Formato     |
| --------------------- | --------------------- | --------------------- | ----------- |
| Mundial               | 17 de agosto de 1993  | Alternative Tentacles | CD          |
| Relanzamiento mundial | 1999                  | Neurot Recordings     | CD          |
| Relanzamiento mundial | 20 de agosto de 2010  | Neurot Recordings     | CD, digital |
| Relanzamiento mundial | 14 de febrero de 2012 | Relapse Records       | LP          |